# Il goliardico Drudi!!
Il goliardico Drudi!! è un album in studio di Gianni Drudi, pubblicato nel 1993.

## Descrizione
Come l'album precedente, contiene 12 canzoni.
Tra le principali ricordiamo Ciulli ciulli, Mai dire TV, Come è bello lavarsi, Tirami sù la banana col bacio, L'oroscopata!, Ma che ca*zo dici e Fiky Fiky (espain version).

## Tracce
1. Ciulli ciulli – 3:12
2. Mai dire TV – 3:50
3. Scendi dal fico! – 3:15
4. Me tira – 3:29
5. Come è bello lavarsi – 3:16
6. Ma che ca*zo dici – 4:41
7. Tirami sù la banana col bacio – 3:36
8. Melodia – 4:08
9. L'oroscopata! – 3:46
10. Sesso matto – 3:56
11. Fiky Fiky (espain version) – 3:05
12. Ciulli ciulli (instrumental) – 3:07